# Wingegyps cartellei
Wingegyps cartellei — викопний вид хижих птахів родини катартових (Cathartidae), що існував в пізньому плейстоцені в Південній Америці. Вимер майже одночасно з американською мегафауною. Викопні рештки птаха знайдено в печерних відкладеннях у штатах Баїя і Мінас-Жерайс в Бразилії. Він тісно пов'язаний з родами Vultur і Gymnogyps.
Рід Wingegyps названий на честь данського орнітолога Олуфа Вінге, який вперше описав рештки в 1888 році, але не присвоїв їм наукову назву. Вид W. cartellei названо на честь бразильського палеонтолога Кастора Картелла з Федерального університету Мінас-Жерайса